# 케이 서튼

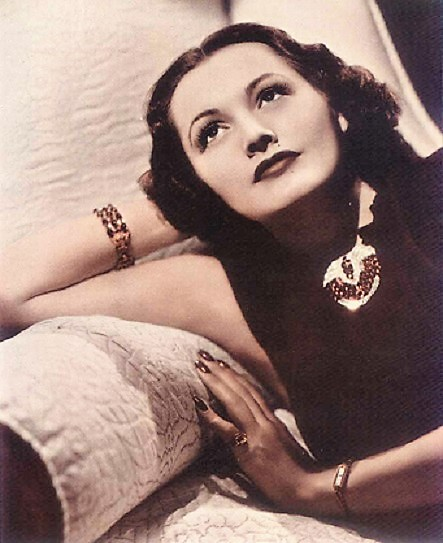

케이 서튼(Kay Sutton, 1915년 6월 14일 ~ 1988년 3월 1일)은 미국의 배우, 영화배우이다.

## 영화
- 해변 파티 4 - 파자마 파티 (1964년)
- 써니 (1941년)
- 요크 상사 (1941년)
- 릴 애브너 (1940년)
- 뱅크 딕 (1940년)
- 스토리 오브 버넌 앤 아이린 캐슬 (1939년)
- 발라라이카 (1939년)
- 케어프리 (1938년)
- 렉클리스 (1935년)
- 로버타 (1935년)